# Alypia australis
Alypia australis är en fjärilsart som beskrevs av William Schaus 1920. Alypia australis ingår i släktet Alypia och familjen nattflyn. Inga underarter finns listade i Catalogue of Life.